# Alpinista
Alpinista (2017- ) est un cheval de course qui participe aux courses hippiques de plat. Née en Angleterre, propriété de Kristen Rausing, entraînée par Sir Mark Prescott et montée par Luke Morris, elle remporte le Prix de l'Arc de Triomphe en 2022. 

## Carrière de courses

Casaque de Kristen Rausing

Élevée dans son haras de Lanwades Stud à Newmarket, en Angleterre, par sa propriétaire la milliardaire Kristen Rausing, Alpinista parcourt quelques kilomètres pour rejoindre les boxes de Mark Prescott, entraîneur classique pourvu d'un effectif restreint mais redoutable. La pouliche grise laisse entrevoir des moyens à 2 ans, puisqu'elle débute par une victoire en juillet 2019 avant d'être jugée digne de s'aligner au départ de deux groupe 3, les Prestige Stakes à Goodwood et le Prix d'Aumale à Longchamp. Mais, à chaque fois, elle doit se contenter d'un rôle de figurante. C'est que Alpinista n'est pas précoce. Et, ça tombe bien, Sir Mark Prescott aime prendre son temps avec les chevaux. Il ne bouscule pas sa protégée l'année suivante, une saison complètement chamboulée par la pandémie de Covid. Alpinista ne reparaît qu'en juillet, à Vichy, dans une Listed où elle ne peut faire mieux que quatrième. Puis enchaîne avec une victoire facile dans une autre Listed en Angleterre. Confiant dans le talent de sa pouliche, Prescott lui fait franchir le grand saut en la présentant directement au départ d'un groupe 1, les Yorkshire Oaks, où sur la foi de sa modeste victoire au niveau Listed elle s'élance avec le statut du plus gros outsider de l'épreuve, à 33/1. Les parieurs auraient dû se méfier du rusé entraîneur, qui ne présente jamais ses chevaux à mauvais escient : certes Alpinista termine loin de la lauréate, la championne Love, meilleure pouliche de sa génération (elle a réussi le doublé 1000 Guinées / Oaks), mais première dauphine. Pourtant, un mois plus tard, Alpinista ne réussit pas à transformer l'essai, terminant deuxième d'un groupe 3 à Newmarket. Mais le meilleur est à venir.

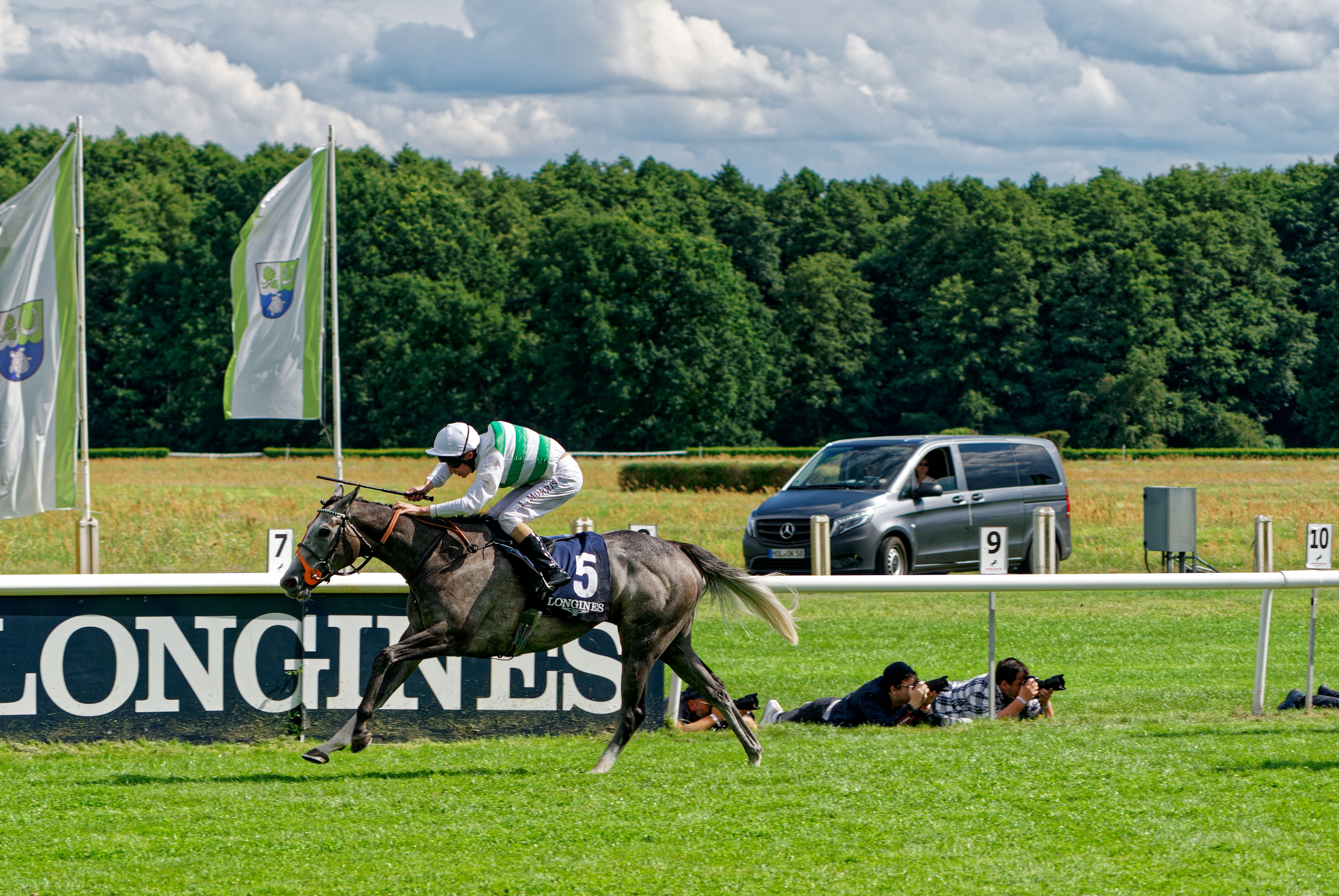
Victoire dans le Grosser Preis von Berlin 2021

Désormais âgée de 4 ans, Alpinista est confiée à celui qui va devenir son unique partenaire, Luke Morris. Après une rentrée victorieuse fin à avril dans une Listed, la jument grise trouve enfin une première consécration : victoire dans un groupe 2, les Lancashire Oaks, disputé à Haydock. Puis Mark Prescott choisit des chemins de traverses et envoie la jument en Allemagne, où le niveau des courses est inférieur. Là, la jument n'a pas d'adversaire. Elle terrasse un certain Torquator Tasso, le meilleur cheval d'âge allemand, dans le Grand Prix de Berlin, son premier groupe 1. Et puis, comme les courses allemandes semblent lui réussir, elle y retourne et cueille un deuxième grand prix, le Preis von Europa. Et puis un troisième, le Grosser Preis Von Bayern. Un tel festival pourrait lui valoir un billet dans le Prix de l'Arc de Triomphe, mais Mark Prescott préfère se projeter : ce sera pour 2022. En attendant, sa jument a réussi une année parfaite, avec cinq victoires en autant de sorties, et trois groupe 1 dans la musette. Groupe 1 allemands, certes, mais ce Torquator Tasso qu'elle avait dominé avec dédain en août à Hoppegarten, se couvre de gloire à Longchamp et remporte à la surprise générale et à la faveur d'un terrain lourd, un Prix de l'Arc de Triomphe pourtant de haute volée.
Lorsqu'elle reparaît en course en 2022, on regarde donc Alpinista d'un autre œil. Elle rentre tard, en juillet, et affronte pour la première fois des chevaux d'âge Britanniques, Irlandais et Français dans le Grand Prix de Saint-Cloud. Le test est réussi : après huit mois sans courir, Alpinista semble meilleure que jamais et pose ses jalons en vue du Prix de l'Arc de Triomphe. Avant le grand rendez-vous parisien, on ne la revoit qu'une fois, dans les Yorkshire Oaks, où elle s'impose devant la lauréate des Oaks, Tuesday. Quand elle débarque à Longchamp le premier dimanche d'octobre, son palmarès force le respect : invaincue depuis deux ans, elle vient d'enchaîner cinq groupe 1 d'affilée ! Voilà qui est peu commun. En pleine possession de ses moyens, Alpinista dispute le statut de favori à l'Irlandais Luxembourg (un 3 ans tout neuf qui passe pour le meilleur représentant de l'armada Coolmore et vient de le prouver dans les Irish Champion Stakes). Après la défection du crack Baaeed, un instant pressenti, cette édition de l'Arc est ouverte et d'un bon niveau avec le Français Vadeni (Prix du Jockey Club, Eclipse Stakes), le tenant du titre Torquator Tasso, l'inusable champion Mishriff et une flopée de Japonais ambitieux. Mais pas de quoi impressionner Alpinista, qui poursuit sa litanie de victoires : buvant du petit lait durant tout le parcours, elle n'est même pas sollicitée avant les 250 derniers mètres et là, elle place une accélération qui ne laisse aucune chance à l'opposition, tout en résistant aux attaques de Vadeni et Torquator Tasso. Huitième victoire d'affilée, sixième groupe 1 consécutif et deuxième année d'invincibilité, une carrière de jument d'âge parfaite qui s'achève dans la foulée puisque, bien qu'une participation à la Japan Cup a été envisagée, Alpinista rejoint finalement le haras. 

### Résumé de carrière
| Date         | Hippodrome  | Pays        | Course                        | Statut      | Distance    | Jockey       | Place       | Écart       | Vainqueur ou deuxième | Temps       |
| 2019, 2 ans  | 2019, 2 ans | 2019, 2 ans | 2019, 2 ans                   | 2019, 2 ans | 2019, 2 ans | 2019, 2 ans  | 2019, 2 ans | 2019, 2 ans | 2019, 2 ans           | 2019, 2 ans |
| ------------ | ----------- | ----------- | ----------------------------- | ----------- | ----------- | ------------ | ----------- | ----------- | --------------------- | ----------- |
| 18 juillet   | Epsom       | Royaume-Uni | Maiden                        |             | 1 400 m     | L. Morris    | 1er / 9     | 2 ½         | Bermuda Schwartz      | 1'24"64     |
| 24 août      | Goodwood    | Royaume-Uni | Prestige Stakes               | Gr. 3       | 1 400 m     | A. Kirby     | 6e / 7      | 5 ¾         | Boomer                | 1'26"49     |
| 8 septembre  | Longchamp   | France      | Prix d'Aumale                 | Gr. 3       | 1 600 m     | L. Morris    | 4e / 7      | 2 ½         | Savarin               | 1'39"18     |
| 2020, 3 ans  |             |             |                               |             |             |              |             |             |                       |             |
| 20 juillet   | Vichy       | France      | Prix Madame Jean Couturié     | Listed      | 2 000 m     | J.-B. Eyquem | 4e / 12     | 3/4         | Tickle Me Green       | 2'06"45     |
| 13 août      | Salisbury   | Royaume-Uni | Upavon Fillies' Stakes        | Listed      | 2 000 m     | R. Tate      | 1er / 8     | 3 ¼         | Award Scheme          | 2'04"70     |
| 20 août      | York        | Royaume-Uni | Yorkshire Oaks                | Gr. 1       | 2 400 m     | R. Tate      | 2e / 6      | 5           | Love                  | 2'31"31     |
| 25 septembre | Newmarket   | Royaume-Uni | Princess Royal Stakes         | Gr. 3       | 2 400 m     | R. Tate      | 2e / 4      | 1/2         | Antonia de Vega       | 2'27"58     |
| 2021, 4 ans  |             |             |                               |             |             |              |             |             |                       |             |
| 30 avril     | Goodwood    | Royaume-Uni | Daisy Warwick Fillies' Stakes | Listed      | 2 400 m     | L. Morris    | 1er / 4     | cte tête    | Makawee               | 2'39"27     |
| 3 juillet    | Haydock     | Royaume-Uni | Lancashire Oaks               | Gr. 2       | 2 400 m     | L. Morris    | 1er / 9     | 1 ¼         | Lady Hayes            | 2'37"34     |
| 8 août       | Hoppegarten | Allemagne   | Grand Prix de Berlin          | Gr. 1       | 2 400 m     | L. Morris    | 1er / 8     | 2 ¾         | Torquator Tasso       | 2'39"52     |
| 26 septembre | Cologne     | Allemagne   | Preis von Europa              | Gr. 1       | 2 400 m     | L. Morris    | 1er / 8     | 1 ¼         | Nerium                | 2'29"96     |
| 7 novembre   | Munich      | Allemagne   | Grosser Preis Von Bayern      | Gr. 1       | 2 400 m     | L. Morris    | 1er / 6     | 3/4         | Mendocino             | 2'38"53     |
| 2022, 5 ans  |             |             |                               |             |             |              |             |             |                       |             |
| 3 juillet    | Saint-Cloud | France      | Grand Prix de Saint-Cloud     | Gr. 1       | 2 100 m     | L. Morris    | 1er / 13    | 1 ¼         | Baratti               | 2'26"15     |
| 18 août      | York        | Royaume-Uni | Yorkshire Oaks                | Gr. 1       | 2 400 m     | L. Morris    | 1er / 12    | 1           | Tuesday               | 2'29"92     |
| 2 octobre    | Longchamp   | France      | Prix de l'Arc de Triomphe     | Gr. 1       | 2 400 m     | L. Morris    | 1er / 20    | 1/2         | Vadeni                | 2'35"71     |

## Au haras
En février 2024, Alpinista donne son premier produit, une pouliche par Dubawi nommée A la Montagne.

## Origines
Alpinista offre un premier Arc au crack des cracks Frankel, qui passe pour le meilleur cheval de l'histoire et s'est révélé ensuite un étalon d'exception, digne successeur de son père le grand Galileo. Frankel ne s'est jamais aventuré au-delà des 2 000 mètres, mais ses produits avalent sans problème la distance classique, comme en témoignent les Derby-winners Adayar, Hurricane Lane ou Westover.
Alpinista tient sa robe grise de sa très belle famille maternelle (la lignée des "A") développée par Landwades Stud. Sa mère Awilda, dont elle est le premier produit, jouissait d'une grande tenue puisqu'elle gagna une Listed sur 3 800 mètres. C'est une fille d'Albanova, jument de grande classe qui, comme sa petite-fille, a brillé en Allemagne où elle a remporté les trois même groupe 1 qu'elle (sous d'autres appellations pour certains), le Deutschland-Preis, le Preis von Europa et le Rheinland Pokal. Albanova s'est signalé au haras en donnant plusieurs bons chevaux parmi lesquels Algometer (Archipenko), lauréat du Arc Trial Stakes (Gr.2) et placé dans les Princess of Wales's Stakes (Gr.2), le Prix Maurice de Nieuil et les Brigadier Gerard Stakes (Gr.3). Elle est en outre une propre sœur de l'excellente Alborada, qui a inscrit deux fois son nom au palmarès des Champion Stakes. La quatrième mère, Alouette, fut elle aussi performante puisqu'elle se classa troisième (pour ses débuts !) dans les Moyglare Stud Stakes. C'est sa mère, Alruccaba, qui introduisit ce courant de sang à Landwades Stud, acquise par Kristen Rausing pour une bouchée de pain (1 000 Guinées) à la fin des années 80. Une trouvaille exceptionnelle puisque près de cent black types (vainqueurs ou placés de courses principales) descendent de cette matrone. Enfin, en remontant le fil du pedigree d'Alpinista, on retrouve à la dixième génération la légendaire Mumtaz Mahal : il s'agit donc de la fameuse famille 9-c, l'une des plus influentes de l'histoire de l'élevage mondial, d'où ressortent une multitude de champions, de Abernant et Nasrullah à Zarkava et Cracksman en passant par Shergar, Petite Étoile, Migoli, Golden Horn, Verry Ellegant, Habibti, Oh So Sharp et bien d'autres. 

### Pedigree
| Origines de Alpinista (GB), jument grise née en 2017 | Origines de Alpinista (GB), jument grise née en 2017 | Origines de Alpinista (GB), jument grise née en 2017 | Origines de Alpinista (GB), jument grise née en 2017 |
| ---------------------------------------------------- | ---------------------------------------------------- | ---------------------------------------------------- | ---------------------------------------------------- |
| Père Frankel 2008                                    | Galileo 1998                                         | Sadler's Wells                                       | Northern Dancer                                      |
| Père Frankel 2008                                    | Galileo 1998                                         | Sadler's Wells                                       | Fairy Bridge                                         |
| Père Frankel 2008                                    | Galileo 1998                                         | Urban Sea                                            | Miswaki                                              |
| Père Frankel 2008                                    | Galileo 1998                                         | Urban Sea                                            | Allegretta                                           |
| Père Frankel 2008                                    | Kind 2001                                            | Danehill                                             | Danzig                                               |
| Père Frankel 2008                                    | Kind 2001                                            | Danehill                                             | Razyana                                              |
| Père Frankel 2008                                    | Kind 2001                                            | Rainbow Lake                                         | Rainbow Quest                                        |
| Père Frankel 2008                                    | Kind 2001                                            | Rainbow Lake                                         | Rockfest                                             |
| Mère Alwilda 2010                                    | Hernando 1990                                        | Niniski                                              | Nijinsky                                             |
| Mère Alwilda 2010                                    | Hernando 1990                                        | Niniski                                              | Virginia Hills                                       |
| Mère Alwilda 2010                                    | Hernando 1990                                        | Whakilyric                                           | Miswaki                                              |
| Mère Alwilda 2010                                    | Hernando 1990                                        | Whakilyric                                           | Lyrism                                               |
| Mère Alwilda 2010                                    | Albanova 1999                                        | Alzao                                                | Lyphard                                              |
| Mère Alwilda 2010                                    | Albanova 1999                                        | Alzao                                                | Lady Rebecca                                         |
| Mère Alwilda 2010                                    | Albanova 1999                                        | Alouette                                             | Darshaan                                             |
| Mère Alwilda 2010                                    | Albanova 1999                                        | Alouette                                             | Alruccaba (famille 9-c)                              |